# Ein Sommernachtstraum (Mendelssohn)

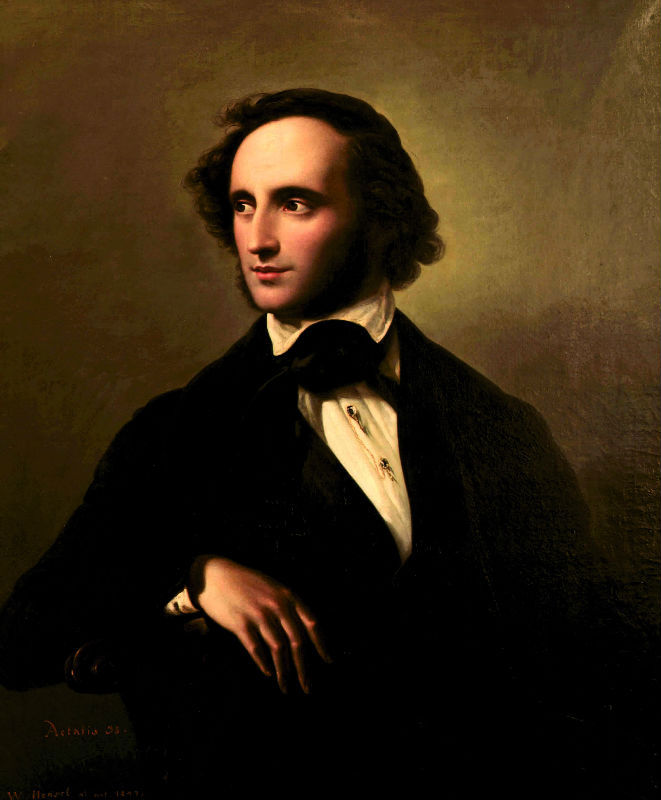
Felix Mendelssohn Bartholdy (Gemälde von Wilhelm Hensel, 1847)

Ein Sommernachtstraum ist der Titel einer Ouvertüre (op. 21; MWV P 3) sowie der gleichnamigen Schauspielmusik (op. 61; MWV M 13) von Felix Mendelssohn Bartholdy. Die Musik zu William Shakespeares Komödie A Midsummer Night’s Dream gehört zu den beliebtesten und meistgespielten Werken des Komponisten und hat insbesondere durch den darin enthaltenen Hochzeitsmarsch weltweite Berühmtheit erlangt. Die Spieldauer der Konzertouvertüre beträgt circa 13 Minuten, jene der gesamten Schauspielmusik circa 47 Minuten.

## Geschichte
Die Konzertouvertüre zum Sommernachtstraum entstand im Sommer 1826 (im Alter von 17 Jahren) nachdem Mendelssohn Shakespeares Komödie Ein Sommernachtstraum in der Schlegel-Tieckschen Übersetzung gelesen hatte. Die Niederschrift beendete der Komponist am 26. August 1826. Das Werk erhielt bei der Drucklegung im Jahr 1835 die Opuszahl 21 und war dem Preußischen Kronprinzen und späteren König Friedrich Wilhelm IV. gewidmet. Nach der Uraufführung in Abraham Mendelssohns Wohnhaus in der Leipziger Straße 3, dem ehemaligen Preußischen Herrenhaus, erfolgte die öffentliche Erstaufführung am 20. Februar 1827 in Stettin unter der Leitung von Carl Loewe.
Die Anregung zur Komposition der Schauspielmusik geschah nach einer erfolgreichen Aufführung von Sophokles’ Antigone im Neuen Palais in Potsdam mit Bühnenmusik von Mendelssohn (op. 55). Friedrich Wilhelm IV. bat den Komponisten, der damals Musikdirektor des Leipziger Gewandhausorchesters war, mehr Bühnenmusik für Aufführungen im Neuen Palais zu schreiben. Mendelssohn ergänzte die bestehende Ouvertüre daraufhin Ende 1842 um instrumentale Zwischenaktmusiken, Lieder, Chöre und Melodramen. Er benutzte dabei die Übersetzung von August Wilhelm von Schlegel, dessen Übertragungen der Shakespeare-Dramen in die deutsche Sprache zu jener Zeit maßgeblich waren. Eine Erstaufführung der Schauspielmusik Ein Sommernachtstraum vor geladenen Gästen erfolgte am 14. Oktober 1843 unter der Regie von Ludwig Tieck. Die öffentliche Uraufführung fand am 18. Oktober 1843 in Berlin statt.
In der Zeit des Nationalsozialismus, als Mendelssohns Werke in Deutschland kaum mehr aufgeführt wurden, schrieben verschiedene Komponisten Ersatzwerke mit Musik zum Sommernachtstraum, darunter Carl Orff, der 1939 eine Überarbeitung seiner Bühnenmusik von 1917 vorlegte, Julius Weismann (1935), Walter Girnatis (1935) und Winfried Zillig (1939).
Die erste bedeutende Vertonung des Stoffes stammt von Henry Purcell mit seinem vokalen Bühnenwerk The Fairy Queen. In jüngerer Zeit verarbeiteten u. a. Benjamin Britten sowie Michael Tippett Shakespeares Sommernachtstraum ebenfalls zu einer Oper. Die Ballettmeister der Gegenwart ließen es sich nicht nehmen, die Musik Mendelssohns zu choreographieren.

## Musikalische Gestalt

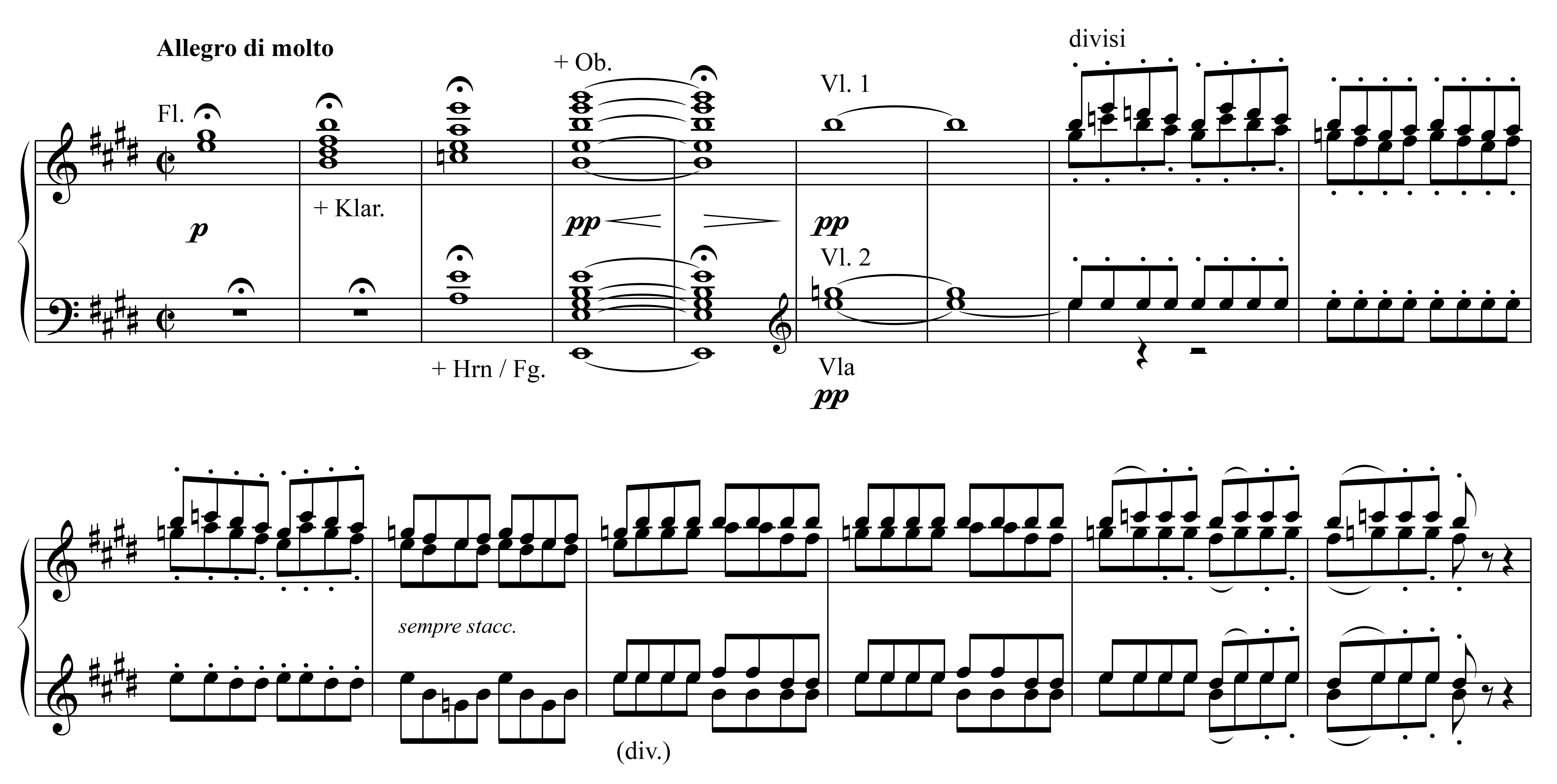
Ouvertüre (Particell), T. 1–15

Die einleitenden vier Bläserakkorde der Ouvertüre verleihen dem Werk einen übergeordneten strukturellen Zusammenhang, denn sie durchziehen es als Leitmotiv, das später in den Elfen- und Rüpelszenen der Schauspielmusik rekapituliert wird.
„Das Leitmotiv führt in jene flirrende Traumwelt des Elfenreichs, die in ihrer atmosphärischen Verdichtung Shakespeares Poesie zum Klingen bringt. Höfischer Festtagsglanz, Liebesleidenschaft und burleske Derbheit setzen dazu wirkungsvolle Kontraste. Alle Assoziationen, die sich mit einem romantischen Sommernachtstraum in Verbindung bringen lassen, werden in dieser Ouvertüre musikalisch eingelöst. Dies ist nicht nur der hohen Integrationskraft des Themenmaterials zu verdanken, sondern auch der ungemeinen Transparenz der Orchestrierung.“

### Gesamtform
Die Schauspielmusik op. 61 mit dem originalen Titel Ein Sommernachtstraum besteht aus folgenden nummerierten bzw. nicht nummerierten Teilen:
Ouvertüre: Allegro di molto, 2/2-Takt, E-Dur
1. Scherzo [aus dem ersten Aufzug]: Allegro vivace, 3/8-Takt, g-Moll
2. Melodram und Elfenmarsch [aus dem zweiten Aufzug]: Allegro vivace, 2/4-Takt, e-Moll
3. Melodram und Lied mit Chor („Bunte Schlangen, zweigezüngt“) [aus dem zweiten Aufzug]: Allegro ma non troppo, 2/4-Takt, A-Dur
4. Melodram [aus dem zweiten Aufzug]
5. Intermezzo [nach dem zweiten Aufzug]: Allegro appassionato, 6/8-Takt, a-Moll – Allegro molto commodo, 2/4-Takt, A-Dur
6. Melodram [aus dem dritten Aufzug]
7. Notturno [aus dem dritten Aufzug]: Con moto tranquillo, 3/4-Takt, E-Dur
8. Melodram [aus dem vierten Aufzug]
9. Hochzeitsmarsch: Allegro vivace, 4/4-Takt, C-Dur
10. Melodram mit Marcia funebre (Trauermarsch) [aus dem fünften Aufzug]: Andante comodo, 2/4-Takt, c-Moll
11. Ein Tanz von Rüpeln (Bergamasca) [aus dem fünften Aufzug]: Allegro di molto, 2/2-Takt, H-Dur
12. Melodram [aus dem fünften Aufzug]
Finale („Bei des Feuers mattem Flimmern“): Allegro di molto, 2/2-Takt, E-Dur

#### Konzertante Aufführung
Bei konzertanten Aufführungen des Werks werden oft entweder nur die Ouvertüre oder verschiedenartige Auszüge aus der Schauspielmusik mit/ohne Chor gespielt. Als rein instrumentale Fassung hat sich im Sinne einer fünfsätzigen Orchestersuite unterdessen die Abfolge Ouvertüre – Scherzo – Intermezzo – Notturno – Hochzeitsmarsch etabliert.

## Anmerkungen zur Ouvertüre

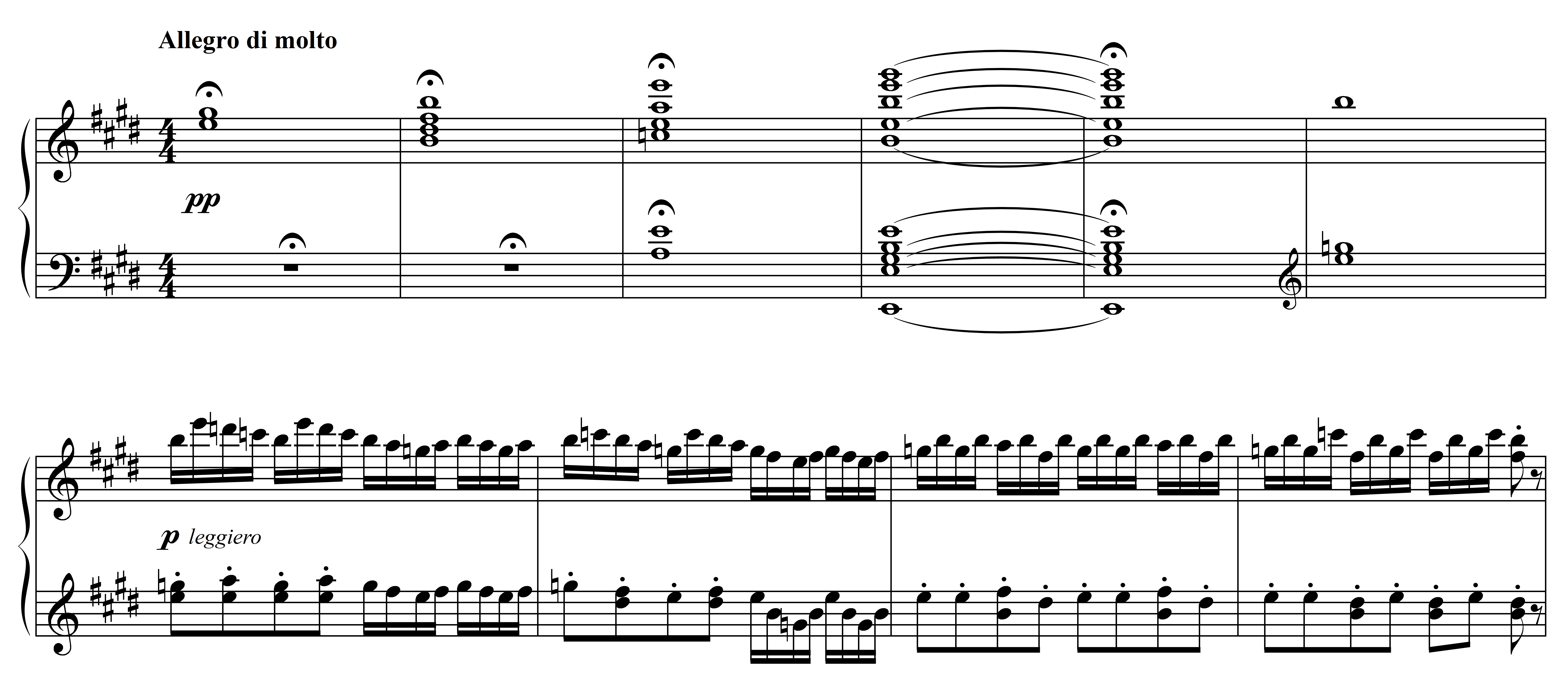
„Ouvertüre aus der Musik zu Shakespeare’s Sommernachtstraum componirt und für das Pianoforte arrangirt von Felix Mendelssohn Bartholdy“ (vierhändiger Klavierauszug des Komponisten, 1844)

### Analyse

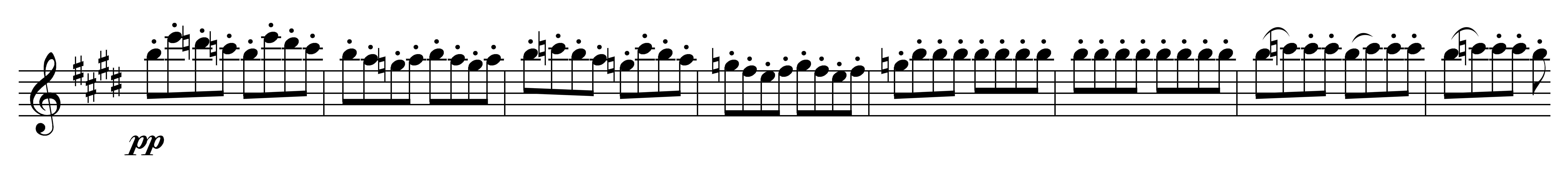
Elfenreigen-Thema (T. 8–15)

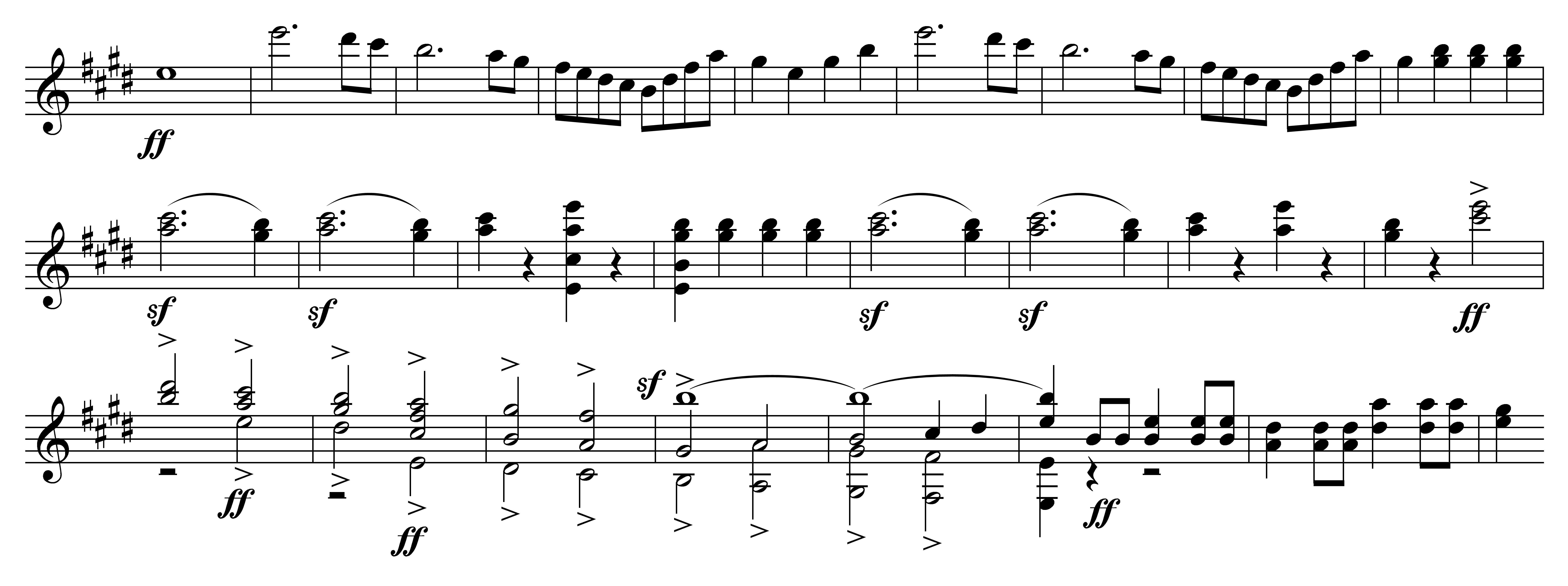
Festmusik-Thema (T. 62–86)

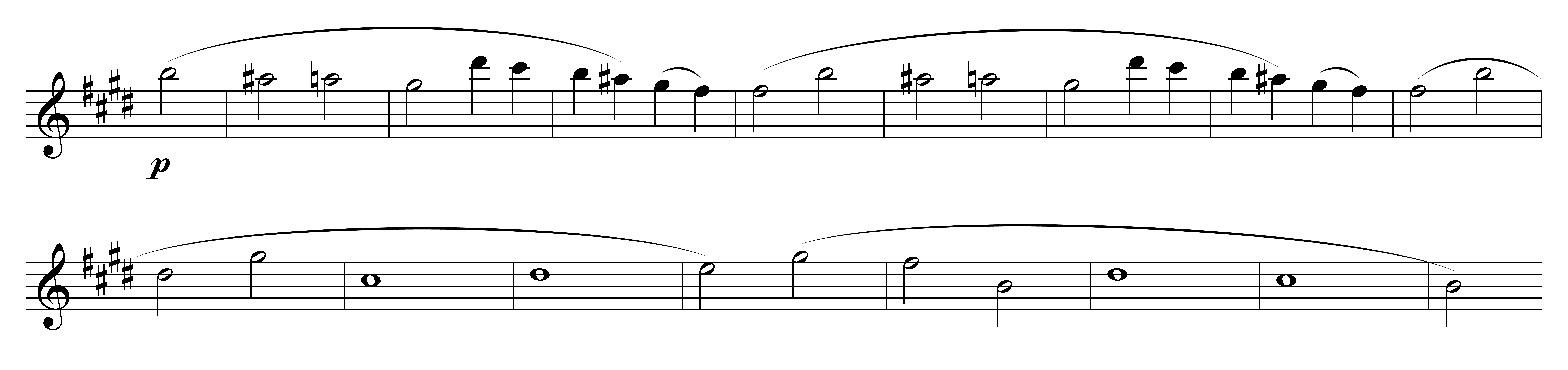
Choralthema (T. 138–154)

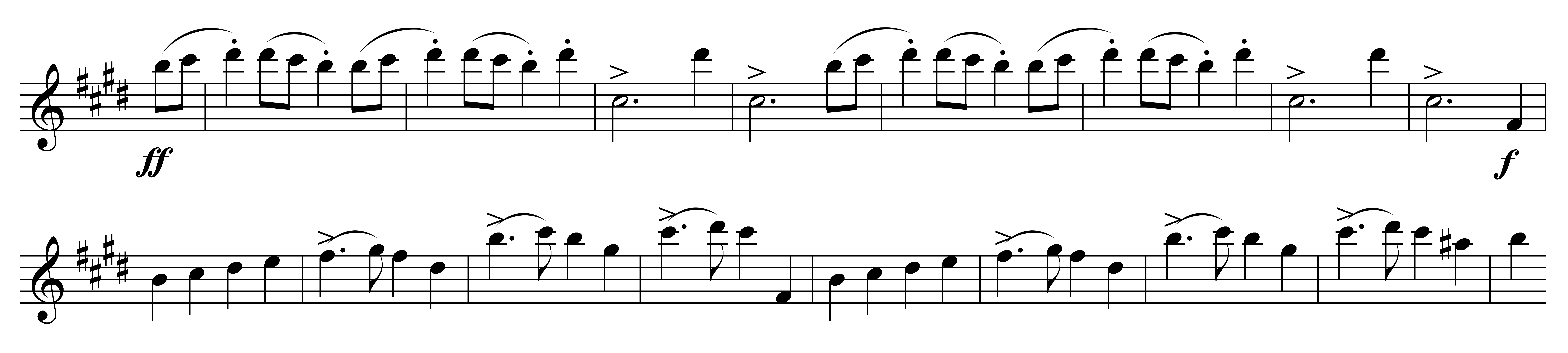
Rüpeltanz mit stilisiertem Eselsruf (T. 198–214)

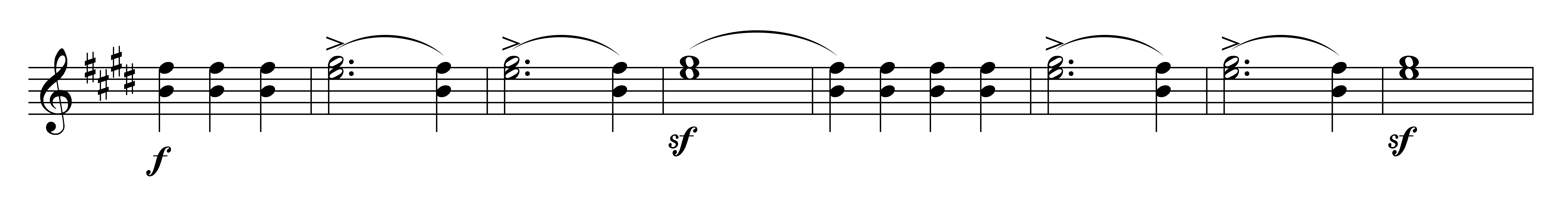
Schlussgruppenthema (T. 222–229)

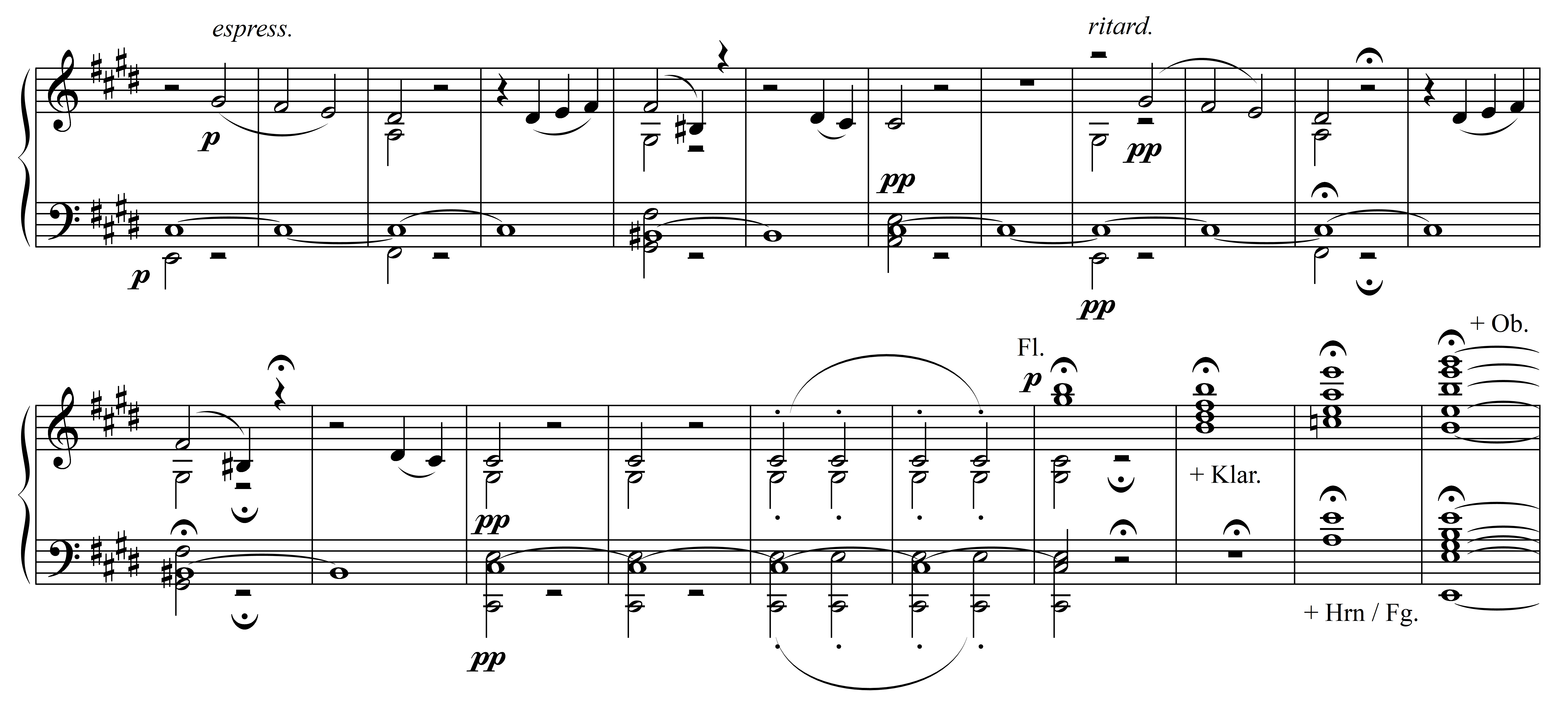
Schlusspassage der Durchführung und Übergang zur Reprise (T. 376–394)

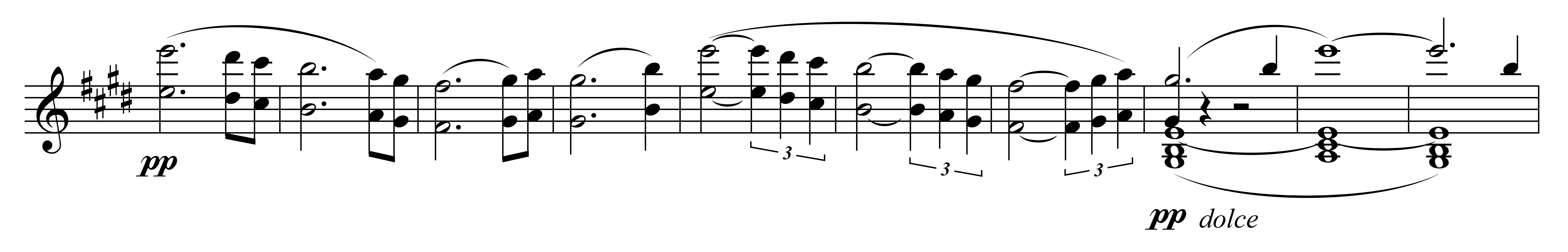
Reminiszenz / Zitat aus Oberon (T. 663–673)